# أغسطس لويل
أغسطس لويل (بالإنجليزية: Augustus Lowell)‏ هو شخصية أعمال أمريكي، ولد في 15 يناير 1830، وتوفي في 1900.